# Конні Шмальфус
Конні Шмальфус (нім. Conny Schmalfuss, 29 жовтня 1975) — німецька стрибунка у воду.
Учасниця Олімпійських Ігор 2000, 2004 років.
Призерка Чемпіонату світу з водних видів спорту 2001, 2003, 2005 років.
Чемпіонка Європи з водних видів спорту 1997 року, призерка 1991, 1995 років.